# Nuoto di fondo ai campionati europei di nuoto 2020 - 5 km femminili
La gara dei 5 km in acque libere femminile si è svolta il 12 maggio 2021 presso il Lago Lupa a Budakalász, a nord di Budapest, in Ungheria. Hanno preso parte alla competizione 20 nuotatrici.

## Medaglie
| Posizione | Atleti                | Paese       |
| --------- | --------------------- | ----------- |
| Oro       | Sharon van Rouwendaal | Paesi Bassi |
| Argento   | Giulia Gabbrielleschi | Italia      |
| Bronzo    | Océane Cassignol      | Francia     |

## Risultati
La gara ha avuto inizio alle 11:00 (UTC+1 ora locale).
| Pos.    | Atleta                | Nazionalità | Tempo     |
| ------- | --------------------- | ----------- | --------- |
| Oro     | Sharon van Rouwendaal | Paesi Bassi | 58:45.2   |
| Argento | Giulia Gabbrielleschi | Italia      | 58:49.3   |
| Bronzo  | Océane Cassignol      | Francia     | 58:51.4   |
| 4       | Lara Grangeon         | Francia     | 58:56.4   |
| 5       | Leonie Beck           | Germania    | 58:57.2   |
| 6       | Ginevra Taddeucci     | Italia      | 58:57.8   |
| 7       | Jeannette Spiwoks     | Germania    | 58:59.4   |
| 8       | Angélica André        | Portogallo  | 59:00.3   |
| 9       | Barbara Pozzobon      | Italia      | 59:00.4   |
| 10      | Johanna Enkner        | Austria     | 1:00:44.8 |
| 11      | Alena Benešová        | Rep. Ceca   | 1:00:46.1 |
| 12      | Valeriia Ermakova     | Russia      | 1:00:46.4 |
| 13      | Ekaterina Sorokina    | Russia      | 1:00:47.3 |
| 14      | Mira Szimcsák         | Ungheria    | 1:00:47.9 |
| 15      | Luca Vas              | Ungheria    | 1:00:48.0 |
| 16      | Lenka Štěrbová        | Rep. Ceca   | 1:00:51.5 |
| 17      | Sofia Kolesnikova     | Russia      | 1:00:51.8 |
| 18      | Julie Pleskotová      | Rep. Ceca   | 1:02:05.9 |
| 19      | Nefeli Giannopoulou   | Grecia      | 1:02:13.1 |
| 20      | Lærke Toft Ruby       | Danimarca   | 1:06:59.3 |